# Paradiestus vitiosus
Paradiestus vitiosus är en spindelart som först beskrevs av Eugen von Keyserling 1891.  Paradiestus vitiosus ingår i släktet Paradiestus och familjen flinkspindlar. Inga underarter finns listade i Catalogue of Life.